# Oesterreichische Kohlen-Zeitung für Industrie, Handel und Verkehr
Die Oesterreichische Kohlen-Zeitung für Industrie, Handel und Verkehr war eine nur im Jahr 1912 erschienene Zeitschrift, die dann in der Montanistischen Rundschau aufgegangen ist. Sie diente als Informationsquelle für Themen rund um die Kohlewirtschaft, einschließlich Handel, Verkehr und industrielle Anwendungen von Kohle. Die Zeitschrift bot Einblicke in die Marktentwicklungen, technologische Fortschritte, wirtschaftliche Aspekte sowie politische und regulatorische Rahmenbedingungen, die die Kohleindustrie beeinflussten.